# Цюй Юан
Цю Юен (ок. 340-278 пр.н.е) е китайски поет и министър, живял през периода на воюващите държави в Древен Китай. Известен със своя патриотизъм и приносите си към класическата поезия, най-вече чрез поемите си от антологията Chu Ci (позната още като Песните на Юга или Песните на Чу). Заедно с Shi Jing Chu Ci е една от двете най-големи колекции от древната китайска поезия. Смята се, че точно от него произлиза известният Фестивал на драконовите лодки.
Историческите детайли относно живота на Цю Юен са оскъдни, а авторството на много от поемите е поставяно под въпрос през годините. Приема се обаче, че е написал "Ли Сао", най-известната от поемите в Chu Ci. Първата препратка към Цю Юен се появява в поема, написана през 174 г. пр.н.е. от Ця Йи.